# Lucifer Peak
Lucifer Peak är en bergstopp i Kanada.   Den ligger i provinsen British Columbia, i den södra delen av landet, 3 100 km väster om huvudstaden Ottawa. Toppen på Lucifer Peak är 2 255 meter över havet.
Terrängen runt Lucifer Peak är bergig söderut, men norrut är den kuperad. Trakten runt Lucifer Peak är nära nog obefolkad, med mindre än två invånare per kvadratkilometer.. Närmaste större samhälle är Slocan, 19,9 km öster om Lucifer Peak. 
Trakten runt Lucifer Peak består i huvudsak av gräsmarker.